# Chioides
Chioides là một chi bướm ngày thuộc họ Bướm nâu.